# Castel Bolognese
Castel Bolognese är en ort och kommun i provinsen Ravenna i regionen Emilia-Romagna i Italien. Kommunen hade 9 595 invånare (2022).